# فورزا موتورسبورت 4
 فورزا موتورسبورت 4 (بالإنجليزية:Forza Motorsport 4)  هي لعبة من نوع سباقات . تم تطويرها بواسطة تيرن 10 ستوديوز و صدرت في أكتوبر 2011 و هي حصرية على إكس بوكس 360 . اللعبة من نشر شركة مايكروسوفت جيم ستوديوز.تدعم اللعبة التحكم عن طريق جهاز الاستشعار كنيكت بالإضافة إلى التحكم التقليدي . يمكن للاعبين استيراد محفوظاتهم ونقاطهم من الجزء السابق فورزا موتورسبورت 3 .

## أجزاء اللعبة
| العنوان            | السنة | الجهاز       |
| ------------------ | ----- | ------------ |
| فورزا موتورسبورت   | 2005  | إكس بوكس     |
| فورزا موتورسبورت 2 | 2007  | إكس بوكس 360 |
| فورزا موتورسبورت 3 | 2009  | إكس بوكس 360 |
| فورزا موتورسبورت 4 | 2011  | إكس بوكس 360 |